# حرب كيودجا
حرب كيودجا (بالإيطالية: Guerra di Chioggia)‏ كانت صراعًا بين جنوى والبندقية دام بين 1378 و 1381، خرجت منه البندقية منتصرة. كانت جزءًا من سلسلة حروب جنوية بندقية بدأت عام 1350.